# Ombadja
Ombadja ist ein Landkreis in Angola, im Südwesten Afrikas.

## Geschichte
Unter Portugiesischer Kolonialverwaltung hieß der Kreis Santa Clara. Seit der Unabhängigkeit Angolas 1975 trägt er seinen heutigen Namen.

## Verwaltung
Ombadja ist ein Landkreis (Município) in der Provinz Cunene. Der Kreis hat etwa 148.000 Einwohner (Schätzung 2012) auf einer Fläche von 16.270 km². Die Volkszählung 2014 soll fortan gesicherte Bevölkerungsdaten liefern.
Sitz des Kreises ist Xangongo.
Fünf Gemeinden (Comunas) bilden den Kreis Ombadja:
- Humbe
- Mucope
- Naulila
- Ombala yo Mungu
- Xangongo